# Festival international des cinémas d'Asie de Vesoul 2011
Le 17e Festival international des cinémas d'Asie (FICA) de Vesoul s'est déroulé du 8 au 16 février 2011.
90 films, venus de toute l'Asie, dans son intégralité géographique, du Proche à l'Extrême-Orient, ont été présentés, répartis en 6 sections.

## Cyclo d'or d'honneur
Un Cyclo d'or d'honneur a été remis au cours de la cérémonie d'ouverture à Kim Dong-ho fondateur et directeur honoraire du festival international du film de Pusan pour son action en faveur de la promotion du cinéma.

## Films en compétition
Le jury international est présidé par le réalisateur coréen Lee Myung-se. À ses côtés on retrouve Darina Al Joundi, actrice libanaise, Roshane Saidnattar, réalisatrice cambodgienne et l'iranien Mojtaba Mirtahmasb.

### Section «Visages des cinémas d'Asie contemporains»
- Film d'ouverture :
  -  Kirghizistan - Le Voleur de lumière de Aktan Arym Kubat
- Films en compétition :
  -  Chine - Addicted to Love de Liu Hao
  -  Chine - Wang Liang's ideal de Gao Xiongjie
  -  Corée du Sud - Where are you going ? de Park Chur-woong
  -  Géorgie - Susa de Rusudan Pirveli
  -  Inde - Riding the dreams de Girish Kasaravalli
  -  Iran - Runnind among the clouds de Amin Farajpoor
  -  Japon - Haru's journey de Kobayashi Masahiro
  -  Ouzbékistan - P.S. de Elkin Tuychiev
  -  Philippines - Limbunan de Gutierrez II Mangansakan

- Documentaires en compétition
  - Cambodge, France - Les Égarés de Christine Bouteiller.
  - Cambodge, France - Le Veilleur de Céline Drean.
  - Chine - Desire of Changhu de Huaqing Jin.
  - Iran - Lady of the roses de Mojtaba Mirtahmasb.
  - Liban, France - Warsheh de Lucile Garçon.
  - Pakistan, France - Le Chemin de Yasmine de Bruno Morandini.
  - Singapour, Japon - Homeless in Japan de K.M. Lo
  - Thaïlande, France - Praï Chang de Marie Gaumy et Michaël Lheureux

- Film de clôture :
- Iran - Le Cercle de Jafar Panahi

## Regard sur le cinéma coréen: 1945-2010
Dès l'origine du FICA en 1995, le cinéma sud-coréen a été mis à une place d'honneur. Au fil des ans, la plupart des grands maîtres du cinéma coréen furent présents à travers les films d'ouvertures et de clôture, les sections thématiques ou dans le cadre d'hommages.
La mise en place de cette section rétrospective qui embrasse 65 ans d'histoire cinématographique de la Corée est le résultat des liens qui se sont tissés au cours des 17 années d'existence du FICA avec des instances comme le Centre Culturel Coréen de Paris, le KOFIC (Korean Film Council), ou des personnalités du cinéma comme Kim Dong-ho et grâce au travail de Kim Hye-shin, correspondante du FICA en Corée.
- 1949 - Le Pays du cœur de Yun Yong-gyu.
- 1955 - La Vallée de Pia de Lee Kang-cheon.
- 1961 - Prince Yeonsan de Shin Sang-ok.
- 1967 - Le Brouillard de Kim Soo-yong.
- 1968 - Les Pommes de terre de Kim Sung-ok.
- 1979 - La Saison des pluies de Yu Hyun-mok.
- 1982 - Les Corrompus de Im Kwon-taek.
- 1985 - Le Murier de Lee Doo-yong.
- 1986 - La Mère porteuse de Im Kwon-taek.
- 1986 - Hwang Chini de Bae Chang-ho.
- 1988 - Chilsu et Mansu de Park Kwang-su.
- 1989 - L'Arirang de Kuro de Park Chong-won.
- 1990 - Mon amour, mon épouse de Lee Myung-se.
- 1998 - Noël en août de Hur Jin-ho.
- 2000 - Joint Security Area de Park Chan-wook.
- 2000 - Peppermint Candy de Lee Chang-dong.
- 2002 - Trop jeunes pour mourir de Park Jin-pyo.
- 2003 - Memories of Murder de Bong Joon-ho.
- 2004 - Locataires de Kim Ki-duk.
- 2006 - Le Vieux Jardin de Im Sang-soo.
- 2006 - Woman on the Beach de Hong Sang-soo.
- 2007 - La Petite Fille de la terre noire de Jeon Soo-il.
- 2009 - La Rivière Tumen de Zhang Lu.

voir aussi l'article sur le cinéma sud-coréen.

## Palmarès

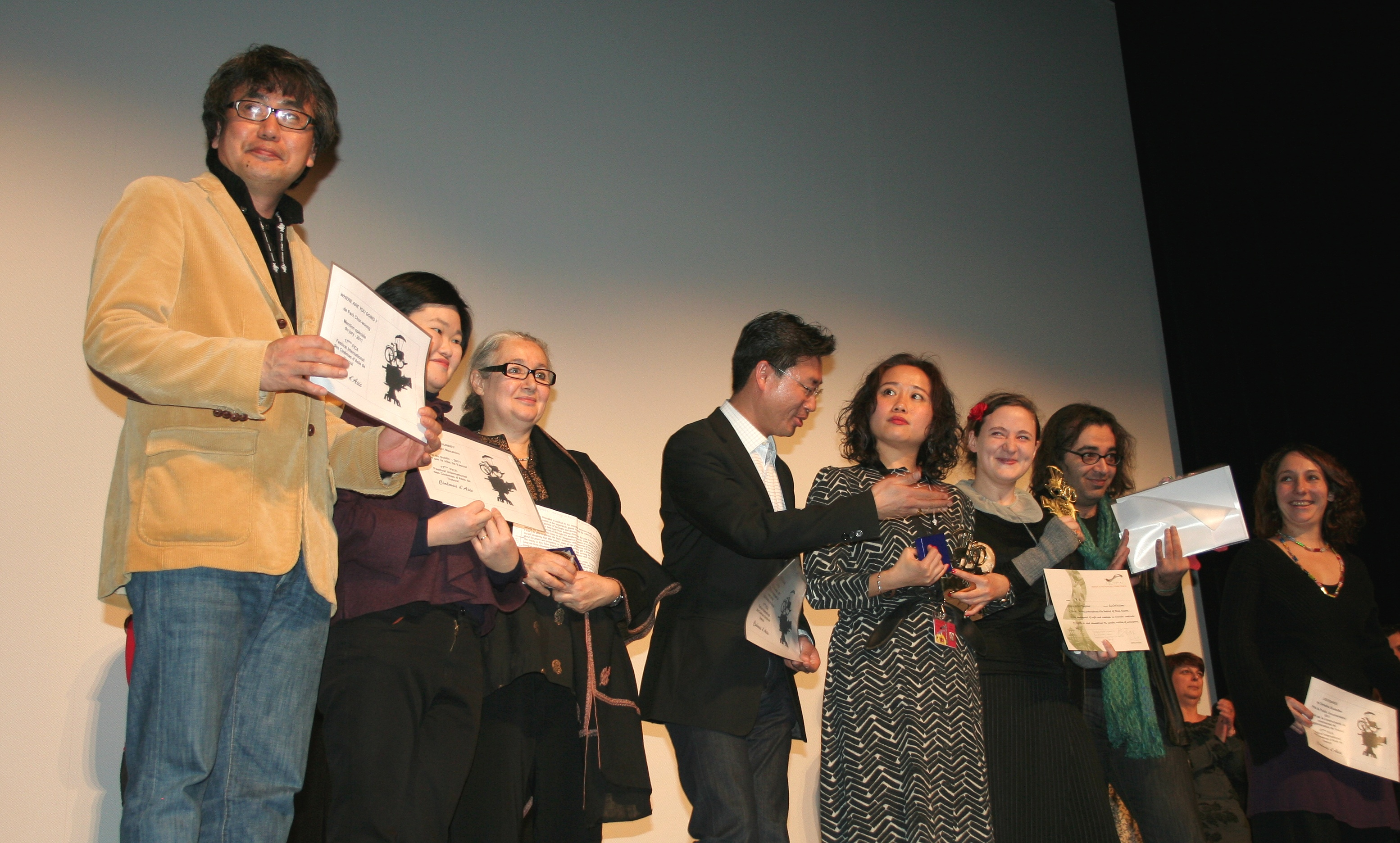
Lauréats 2011

- Cyclo d'or d'honneur à Kim Dong-ho fondateur du festival international du film de Pusan pour l'ensemble de son action en faveur du cinéma.
- Jury international
  - Cyclo d'or ex aequo à Liu Hao pour son film Addicted to Love et à Elkin Tuychiev pour P.S..
  - Grand prix du jury à Amin Farajpoor pour son film Running among the clouds.
    - Mention spéciale à Park Chur-woong pour Where are you going.
- Prix du Jury NETPAC à P.S. pour son film Elkin Tuychiev.
- Prix Émile Guimet à Liu Hao pour Addicted to Love.
- Prix Langues O' à Liu Hao pour Addicted to Love.
- Prix du public
  - Long métrage de fiction à Masahiro Kobayashi pour son film Voyage avec Haru.
  - Film documentaire à Christine Bouteiller pour Les Égarés.
- Prix du jury jeunes
  - Film documentaire à K.M.Lo pour Homeless in Japan.
- Prix du jury lycéens à Amin Farajpoor pour Running among the clouds.
- Coups de cœur
  - Guimet à Elkin Tuychiev pour P.S..
  - Langues O' à Girish Kasaravalli pour Riding the dreams.